# Donald Balloch
Pour les articles homonymes, voir Donald.
Donald Balloch MacDonald (gaélique Domhnall Ballach) (mort vers 1476) est le fils de Iain Mòr Tànaiste MacDhòmhnaill et de Margaret Bisset, fille de MacEoin Bisset, seigneurs des Glens d'Antrim. Il est le second chef du Clan MacDonald de Dunnyveg.

## Le Chef du clan
Donald Balloch devient chef de son clan après le meurtre de son père lors d'une réunion organisée à Ard-du dans l'île d'Islay. En 1427 Jacques II d'Écosse désormais assuré sur son trône décide d'intervenir dans le nord de l'Écosse. Il convoque à Inverness une cinquantaine de chefs des Highlands dont son cousin Alexandre II MacDonald, Angus Dubh MacKay et ses 4 fils, Kenneth Mor MacKenzie de Kintail, John Ross de Balnagowan, William Leslie, Angus Moray de Culbin Alexandre MacRuari et John MacArthur. James Campbell est chargé par le roi d'arrêter, Ian Mór Tanisteir MacDonald, chef du Clan MacDonald de Dunnyveg mais ce dernier meurt dans des conditions mystérieuses lors de l'intervention Campbell est exécuté sur ordre du roi bien qu'il proteste avoir agi sur ordre du souverain.
Alexandre II MacDonald décide de se venger de cet affront et il marche en 1429 contre Inverness avec une armée de 10 000 hommes. Il doit renoncer à son projet car le roi le défait dans le Lochaber le 23 juin 1429 en obtenant la défection des Cameron de Locheil du Clan MacKintosh et de la Confédération Chattan. Alexandre II Mac Donald soit se soumettre au château d'Holyrood, lors de la Pâques 1429 avant d'être détenu au Château de Tantallon près de North Berwick sous la garde de William Douglas 2e comte d'Angus.

## Le rebelle
En 1431 Donald Balloch, fils de Iain Mor que ses parents du clan Maclean avait caché dans l'Île de Mull conteste la trop grande soumission de son cousin au roi et se révolte à la tête du Clan Donald et de 6 000 hommes il défait Alexandre Stuart comte de Mar, Alan Stuart comte de Caithness qui est tué, Huntly et Fraser envoyés contre lui lors de la Bataille d'Inverlochy près du loch Linnhe.
Lorsque le roi réussit à reprendre la situation en main Donald Balloch s'enfuit en Irlande dans les Glens d'Antrim d'où il trouve refuge chez Conn O'Neill d'Edenduffcarrick au Connacht dont il épouse la fille Johanna. Lorsque le roi Jacques Ier, réclame la tête du rebelle aux Irlandais une tête coupée méconnaissable lui est présentée par Hugh O'Neill. Donald Balloch échappe à la mort et il retourne à Dunnyveg après le meurtre du roi en 1437. Il ne meurt sur un ilot près de Loch Gruinart, au large de l'île d'Islay que vers 1476.

## Unions et postérité
Donald Balloch contracte deux unions.
Avec sa première épouse Johanna, fille de Conn O'Neill d'Edenduffcarrick, il a :
- John Mor MacDonald ;
- Margaret, épouse de Ruari MacDonald, 3e chef du Clan Ranald.

De sa seconde femme Joan, fille de O'Donnell, seigneur de Tyrconnel, il laisse :
- Agnes, épouse de Thomas Bannatyne de Knraes.

## Sources
- Fitzroy Maclean Higlanders. Histoire des clans d'Écosse Éditions Gallimard, (Paris 1995)  (ISBN 2724260910)
- (en) Mike Ashley The Mammoth Book of British Kings & Queens Robinson (Londes 1998)  (ISBN 1841190969) « John II, Angus Og Donald Dubh (The Black) » p. 539-541 et table généalogique n° 39 p.  537.
- (en) John L. Roberts « Downfall of Clan Donald », dans Lost Kingdoms, Celtic Scotland and the Middle Ages Edinburgh University Press (Edinburgh 1997)  (ISBN 0748609105) p. 198-216.
- (en) Richard Oram, « The Lordship of the Isles, 1336-1545 », dans Donald Omand édition The Argyll Book, (Edinburg, 2005), p.  123-39